# Guía práctica del diplomático español
La Guía práctica del diplomático español es una obra de Antonio de Castro Casaleiz publicada en 1886. La obra describe no sólo la diplomacia española sino cuestiones de ceremonial y protocolo en las distintas cortes europeas del momento.

## Historia
El siglo XIX, especialmente tras el Congreso de Viena, supuso la estandarización de la diplomacia europea. La obra se inscribe en este contexto. Fue escrita en el primer momento del reinado de Alfonso XIII, dentro de la regencia de su madre María Cristina, dedicataria de la obra. La Restauración borbónica en España continuaría la tendencia organizadora iniciada en 1814 por Fernando VII de España sobre la corte española. En este período surgen otras obras dedicadas a la vida palatina española, como la Guía palaciana de Manuel Jorreto.
El autor era en aquel momento secretario de embajada y llegaría a ser embajador en Viena desde 1914 hasta su muerte en 1918. Desarrolló su misión en el marco de la Primera Guerra Mundial, muriendo antes de acabar esta, en octubre de 1918, a consecuencia de la gripe.  
En la actualidad el Ministerio de Asuntos Exteriores de España publica una Guía práctica para el cuerpo diplomático acreditado en España.

## Descripción
La obra se compone de 2 volúmenes. El primero de ellos trata cuestiones relacionadas con la corte y diplomacia españolas.
El segundo de los volúmenes trata sobre cuestiones diplomáticas y ceremoniales de las cortes europeas, bajo el epígrafe de Guía práctica para el diplomático español en el extranjero y del Derecho de embajada. Entre los ceremoniales descritos se encuentran los de las cortes de: los imperios alemán, austro-húngaro, ruso u otomano; los reinos de Italia y el Reino Unido; así como la República francesa.

### Individuales
1. ↑  Ochoa Brun, Miguel Ángel (1995). «El siglo XIX, II». Historia de la diplomacia española XII. Ministerio de Asuntos Exteriores. ISBN 978-84-87661-48-8. Archivado desde el original el 14 de diciembre de 2021. Consultado el 14 de diciembre de 2021.
2. ↑  Guía práctica para el cuerpo diplomático acreditado en España. Ministerio de Asuntos Exteriores y de Cooperación. 2017. Archivado desde el original el 14 de diciembre de 2021. Consultado el 14 de diciembre de 2021.
3. ↑  Rabasco Ferreira, Rafael (7 de junio de 2017). «Protocolo y ceremonial en la presentación de cartas credenciales, en el ámbito de las relaciones diplomáticas». Revista de estudios institucionales 4 (6): 29-48. ISSN 2386-8694. doi:10.5944/eeii.vol.4.n.6.2017.18765. Consultado el 14 de diciembre de 2021.